# Colazza
Colazza (piemontiul: Colatsa vagy Colassa) település Olaszországban, Piemont régióban, Novara megyében. Lakosainak száma 551 fő (2023. január 1.). Colazza Ameno, Armeno, Invorio, Meina és Pisano községekkel határos.

## Népesség
A település lakossága az elmúlt években az alábbi módon változott:
| Lakosok száma | 452  | 447  | 551  |
|               | 2017 | 2018 | 2023 |